# آرامگاه سکینه خاتون
سکینه خاتون مربوط به دوره صفوی و در جنت آباد، شهرستان قم، واقع شده است. این اثر در تاریخ ۲۶ آبان ۱۳۷۸ با شمارهٔ ثبت ۲۴۹۶ به‌عنوان یکی از آثار ملی ایران به ثبت رسیده است.